# Deklarationen om avskaffande av våld mot kvinnor
Deklarationen om avskaffande av våld mot kvinnor antogs utan omröstning i FN:s generalförsamling den 20 december 1993.  I deklarationen ges uttryck för det brådskande behovet av att  mänskliga rättigheter så som jämlikhet, säkerhet, frihet, integritet och värdighet universellt måste tillämpas för kvinnor. Resolutionen ses ofta som ett komplement och en förstärkning av Kvinnokonventionen från 1979 och Wiendeklarationen från 1993 som fastslår FN:s förpliktelser i att skydda och upprätthålla de mänskliga rättigheterna. Deklarationen om avskaffande av våld mot kvinnor införlivar samma rättigheter som de som återfinns i FN:s deklaration om de mänskliga rättigheterna vars artikel 1 och 2 tillhandahåller den vanligast förekommande definitionen av våld mot kvinnor. 

 
En av konsekvenserna av att deklarationen antogs var att generalförsamlingen år 1999, under Dominikanska republikens ledning, utsåg den 25 november till den Internationella dagen mot våld mot kvinnor.

## Bakgrund
Ett internationellt erkännande om att kvinnor har rätt till ett liv fritt från våld är relativt nytt. Historiskt sett har kvinnors kamp mot våld, inklusive den straffrihet som förövaren ofta haft, varit nära sammankopplat med kvinnors strävan efter att övervinna diskriminering. Alltsedan FN grundades har ansträngningar gjorts genom  enheten för jämställdhet och stärkandet av kvinnors rättigheter, men utan att ha siktet inställt specifikt på den höga andelen våld mot kvinnor förrän 1993. Ett av syftena med deklarationen var att komma åt den allrådande inställningen från regeringar om att våld mot kvinnor var en privat angelägenhet som inte krävde att staten skulle lägga sig i. För att markera internationella kvinnodagen den 8 mars 1993, uttalade sig  generalsekreteraren Boutros Boutros-Ghali som förberedelse för den kommande deklarationen samma år och där han uttryckligen pekade ut FN:s roll i främjandet och skyddet av kvinnors rättigheter:

"Kampen för kvinnors rättigheter, och uppgiften att skapa ett nytt Förenta Nationerna, för främjandet av fred och de värderingar som när och upprätthåller det, är en och samma. Idag – mer än någonsin – är kvinnors sak hela mänsklighetens sak."

## Definition av våld mot kvinnor
I deklarationens artikel 1 och 2 ges följande definition av våld mot kvinnor, vilket även är den oftast använda:

Artikel 1: 
"Varje könsrelaterad våldshandling som resulterar i fysisk, sexuell eller psykisk skada eller lidande för kvinnor, samt hot om sådana handlingar, tvång eller godtyckligt frihetsberövande, vare sig det sker i det offentliga eller privata livet." 
Artikel 2:
"Våld mot kvinnor innesluter, men är inte begränsat, till följande tre kategorier:
(a)   Fysiskt, sexuellt och psykologiskt våld som inträffar inom familjen, och inkluderar misshandel, sexuellt utnyttjande av minderåriga av kvinnligt kön i hemmet, hemgiftsrelaterade våldshandlingar, våldtäkt inom äktenskapet, kvinnlig omskärelse och andra traditionella sedvänjor skadliga mot kvinnor, våld i icke-nära relationer, och våld i relation till exploatering;
(b)    Fysiskt, sexuellt och psykologiskt våld som inträffar inom samhället, och inkluderar våldtäkt, sexuellt utnyttjande, sexuella trakasserier och hot på arbetsplatsen, inom utbildningsinstitutioner och andra platser, människohandel av kvinnor och påtvingad prostitution;
(c)   Fysiskt, sexuellt och psykologiskt våld som begås eller förbises av staten, varhelst det inträffar."